# Elektrisk energi
Elektrisk energi (eller elenergi) er en form for energi som knytter sig til positionen af elektrisk ladning i et elektrisk felt. Elektrisk energi er af høj kvalitet i den forstand at den kan omdannes fuldstændigt til andre energiformer via en transducer.

## Energi i det elektriske felt
Den potentielle energi der knytter sig til at ladningen Q befinder i punktet A hvor det elektriske potential er UA, er givet ved {\displaystyle E_{\mathrm {A} }=QU_{\mathrm {A} }}.
Hvis ladningen flytter sig fra punkt A til punkt B, er den omsatte energi
{\displaystyle E=E_{\mathrm {A} }-E_{\mathrm {B} }=QU_{\mathrm {A} }-QU_{\mathrm {B} }=Q(U_{\mathrm {A} }-U_{\mathrm {B} })=QU}
hvor U betegner spændingsfaldet mellem punkt A og punkt B.
Definitionen af enheden elektronvolt (eV) tager udgangspunkt heri: 1 eV er den energi som omsættes når en elementarladning gennemløber et spændingsfald på 1 V.

## Omsat elektrisk energi
I elektriske kredsløb er den effekt hvormed en komponent omsætter elektrisk energi givet ved {\displaystyle P=UI}, hvor U er spændingsfaldet over komponenten, og I er strømstyrken gennem komponenten. Det følger heraf at man kan beregne den elektriske energi som en komponent omsætter i tiden {\displaystyle \Delta t} vha. formlen {\displaystyle \Delta E=P\Delta t=UI\Delta t}

## Elektrisk energi i praksis
Elektrisk energi kan indgå i f.eks.:
- Elektrisk energigearing
- Elektrisk energilagring
- Elektrisk energioverførsel
- Elektrisk energistyring

Der er mange eksempler på brug af elektrisk energi:
- Lommelygte
- Elcykel

Og et af de helt store eksempler er elforsyningsnettet, som formidler elektrisk energi jorden rundt.